# NGC 3616
NGC 3616 je zvijezda u zviježđu Lavu.

## Vanjske poveznice
- (eng.) SEDS: NGC 3616
- (eng.) Revidirani Novi opći katalog
- (eng.) Izvangalaktička baza podataka NASA-e i IPAC-a
- (eng.) Astronomska baza podataka SIMBAD
- (eng.) VizieR